# Pardosa troitskensis
Pardosa troitskensis är en spindelart som beskrevs av Sergei L. Esyunin 1996. Pardosa troitskensis ingår i släktet Pardosa och familjen vargspindlar. Inga underarter finns listade i Catalogue of Life.